# 脱希少性経済
脱希少性経済（だつきしょうせいけいざい、英: post-scarcity economy）とは、ほんの少しの労働力によって多くの財が十分潤沢に生産されうるような、仮想的な経済である。すべての財は非常に安価もしくはタダにすらなり得る。
脱希少性はあらゆる財とサービスの希少性がなくなることは意味しないが、すべての人が生存に必要な生活水準に加えて財とサービスへの基本的な欲求の相当割合を満たすことができる状態を指す。脱希少性について論じるとき、脱希少性社会の中でも一部の商品は希少性を保持するだろうことがしばしば強調される。

## 模範例

### マルクス主義
カール・マルクスは、Fragment on Machine　として知られるようになった彼の経済学批判要綱の節の中で、後に幾人かの評論家たちが「脱希少性」と名づける状態の；自動化での進歩を伴った脱資本主義社会（英語: Post-capitalism ）への移り変わりは、科学、芸術、そして創造的活動を享受する著しく多くの余暇時間を許すだろうことを主張した；マルクスは、―資本蓄積における経済成長の原動力の―資本主義は労働者の余剰労働を搾取することによっている、しかし脱資本主義社会は次のことを許すだろうことを主張した。
個人的特長の自由な開発、そしてしたがって剰余労働のようなものとしておかれる、必要労働の時間の低減でない、しかしむしろ最小になる社会の必要労働の全般の低下、芸術、科学、その他に関係するところのそれらはそのときにおいて個人の開発は自由になる、そしてそれらのすべてについて創造された意味を持つ。
脱資本主義者の共産社会（英語: communist society）であるマルクスの概念は、自動化によってもたらされる豊富によって可能となるところの、財の自由な分配を行う。完全に発展した共産主義の経済体系は社会主義の先行からの発展を要求する。マルクスは―生産の意味での社会的所有に基づいた体系の―社会主義は、きわめて進化した生産技術による共産主義の完全な発展に向けた進歩を可能にするであろう見通しを保った。自動化のその増大した水準をもった、社会主義のもとで、財の生産の増加は自由に分配されるようになるだろう。
マルクスは、資本主義社会における技術的進歩を通じた多くの肉体労働の消滅だけは信じなかった。なぜなら彼は資本主義が、その転覆まで、手工業労働が消滅できないような、自動化の増大に対抗し、そしてある限界の時点を超える発展からそれを防ぐ、そのところの一定の傾向に組み込まれているのを信じたから。「要綱」を書いた時において、彼は自動化の進歩につれてのこれらの反対傾向にもかかわらず資本主義の崩壊は不活発だったことを考えた、しかし、彼の主要な著作の「資本論」を書いた時では、彼はこの見解を捨てていた、そして資本主義は転覆することなくそれ自体を継続的に更新できることを信じるようになったことを、マルクスについての幾人かの評論家たちは主張した。

#### 完全自動悦楽共産主義
共産主義社会での完全もしくはほとんど完全な仕事の自動化の理想は、地球外の植民地でも成し遂げられるものである完全自動悦楽共産主義（英: fully automated luxury communism）として左翼の間のインターネットで普及された。しかしながらこの一部は、それがいくぶんひとつの理想的あるいは夢想的な社会と考えられる、風刺を吹き込んだ。多くの本がその話題を扱う。

### デジタルでの豊富さ
GNUプロジェクトの創始者の、リチャード・ストールマンは、彼のひとつの動機として脱希少性社会を創造しうることを引用した：
ついには、誰もまさに生活するのにとても困難に働く必要がないであろうところの、脱希少性の世界に向けての歩みに、プログラムの作成はなるだろう。立法、家庭カウンセリング、ロポット修理、小惑星の試掘のような、要求された仕事における、1週間に10時間必要な時間の後に、プログラミングのような、楽しみのようなことの活動に専念するよう、人々は自由になるだろう。プログラミングから生活を成り立たせるようできる必要は無くなるだろう。

### 投機的技術
今日、脱希少性経済を話すものである未来家（英語: Futurist）たちは、原材料とエネルギーを与えられ、理論における労働力の分割を受け入れが豊富のうちにほとんどすべての財を生産し得ることを可能にする、自己複製機械をしばしば含む、自動化 製造技術での進歩において基づく経済を提案する。
（現在存在しない、分子アセンブラ、またはナノ工場（英語: molecular assembler #nanofactories）のような）高い投機的な形態は、自動的に正確な命令と必要な原材料とエネルギーを与えられて、いかなる特定の財も生産できるところの媒体の可能性を増大させる。そしてナノテクノロジーのそのような多くの熱心家たちはそれは脱希少性の世界における到来を告げるだろうと指摘する。
より近い将来での、ロボットを用いた肉体労働の自動化の増大は脱希少性経済の創出の意味としてしばしば議論される。
ますます、ラピッドプロトタイピング機械の用途の広い形態と、RepRap プロジェクトとして知られる機械のような仮説的な自己複製機械の類型は、脱希少性経済で必要とされるその財の豊富さをつくるのを助けると予報もされてきた。RepRap計画の創始者の、エイドリアン・ボーヤー（英語: Adrian Bowyer）のような、自己複製機械の擁護者は、一度自己複製機械が設計されると、だれでもより多量に販売するよう複製できる一つを所有するので、市場の競争は自然とこのような機械の費用が利益を生むようかろうじて最小に必要を、引き下げることを働かせるようになろう。その機械への入力として供給されなければならないところの、物理的な材料とエネルギーの、その費用をまさに超えた、そしてその同じ分は、この場合では、その機械を組み立てるところの任意のその他の財にたいして向かうようにすべきだろう。
完全な自動化生産技術であっても、生産技術に関係する環境的損失と同様に、財の産出数量における限界は原材料とエネルギーの効率性から持ち上がるだろう。技術的な豊富の擁護者たちはしばしば、エネルギーと原材料の有効性における将来の低下と、環境上の損失を引き下げるために、新エネルギーの更なる利用とより高度な資源再利用について主張する。とりわけ太陽エネルギーは、ソーラーパネルの費用が低下し続けるにつれ、しばしば強調される。そして擁護者たちは、太陽力の合計は、1000倍の倍率で、私たちの文明の現在の年間の使用量を超えて、毎年地球の表面に差し込むことを指摘する。
擁護者たちは、エネルギーと原材料の有効性が地球以外に資源に見つけたならば大いに拡張しうることも、しばしば主張する。たとえば、小惑星の鉱業は、ニッケルのような、多くの有益な金属の希少性を大いにしき下げる方法として時々議論される。初期の小惑星の探鉱が、人手による特別な任務を含むだろう間に、擁護者たちは人間性が結局は自己複製機械によって行われる自動探鉱（英語: automated mining）を可能とすることを期待する。
これが成されたならば、より多く組み立てるのに必要な原材料の有効性によってのみ制限される費用が、大してかからなくなるときにおいて、組立単位の数量が複製できるだろうものの後で、主要な支出は自己複製機械の単一の組立単位だけになるだろう。

### 自然法源に基づく経済
脱希少性の世界観についての自然法源に基づく経済（NLRBE）の概念の基礎からの、本The New Human Right Movement: Reinventing the Economy to End Oppression のなかでペーター・ジョセフ （英語: Peter Joseph ）によって五つの属性が提示された。
1. 自動化：収入のための労働の重視から機械による自動化の重視への移り変わり。目標として、生産能力の最大化；人間を危険に晒すことの低減；効率の増大
2. オープンアクセス：所有権の重視から戦略的なアクセスの重視への移り変わり。目標として、良好な使用時間の効率性の最大化；生産圧力の低減；利用にたいする良好な可能性全般にわたる増大
3. オープンソース：独占の研究、データの買いだめ、内部の開発から共同的な平民の寄与への移り変わり。目標として、イノベーションの最大化
4. ローカリゼーション：グローバリゼーションからローカリゼーションへの移り変わり、ネットワークされた計画の協調。目的として、生産的な効率性の最大化；分配の効率性の最大化；汚染の低減
5. ネットワーク化されたデジタルなフィードバック：断片化された経済のデータの中継から完全に集積された、センサー‐ベースのデジタル・システムへの移り変わり。目標として、フィードバックと情報の効率または利便性の最大化；経済全体の効率の増大[37]

## フィクションもしくは小説
（以下出版年代順に挙げる）
- Moving the Mountain（英語版） (1911) は、シャーロット・パーキンス・ギルマン によって書かれた、男女同権主義的、優生主義的なユートピアの小説（英語版）である。仕事は、全部の賃金にたいして最低2時間の労働があらゆる人にそしてかつふり分けられる。
- コン・ブロムバーグ（英: Con Blomberg）の短編のSales Talk (1959)は、過剰生産の重荷を低減された消費を動機付けする社会のなかでの脱希少性社会を描く。生産ははるかに低減され、人々の需要を生み出す仮想現実が満たされるよう用いられる。[39]
- フィリップ・ホセ・ファーマーによるSF小説のRiders of the Purple Wage（英語版）（1968） は、大衆文盲 （英: mass illiteracy）と一致する技術での最高であるものの、高度に規制された、国家支配の脱希少性のバージョンである。
- ジェームズ・P・ホーガンの小説『断絶への航海』(1982)。恒星間探査船によって人類が居住可能な惑星が発見され、探査船のコンピュータ内の遺伝情報から作られた胚は成長し、この惑星を故郷とする人類が生まれる。地球の人類文明と全く繋がりのない中で彼らは独自の社会を作り上げていく。
- ニール・スティーヴンスンの小説『ダイヤモンド・エイジ』（1995）は脱希少性世界でおきる、しかしながら誰でも平等に利益を受けられるとは限らない。[40]
- キム・スタンリー・ロビンソン《火星三部作》Mars trilogy（英語版）（1992, 1993, 1996）。3部作にわたり、ロビンソンは人類の植民地としての火星の惑星改造と、脱希少性社会の創立を描く。[41]
- 新スタートレック (1987～1994) とスタートレック:ディープ・スペース・ナイン (1993～1999) の24世紀の人間社会は、「富の取得はもはや私たちの人生を動かす力ではない。私たちはより善い私たち自身と人間性の残りのために働く。」[42]ところの映画スタートレック ファーストコンタクト (1996) でのキャプテンピカードの陳述のような対話をもって、ほとんど瞬間的に極めて多様な財が合成できるような架空の「レプリケーション」技術のなしうることによって脱希少性社会と呼ばれてきた。[43]
- コリイ・ドクトロウ『マジック・キングダムで落ちぶれて（英語版）』 (2003) [44]。低コストの人格バックアップ・クローン技術による不老不死が実現され、物質的な財産も不足しなくなり、他者からの評価や尊敬によって価値が決まる評価経済社会的な世界を描いた作品。この世界では金銭の代わりに、他者にどれだけ評価されたかで個人の価値が決まるウッフィー（Whuffie）と呼ばれる評価基準が定着している。主人公は1世紀以上生きておりディズニーワールドで働いている。

- イアン・バンクスThe Culture（英語版） (1987～2012) は脱希少性経済に集中する。[41][45][46]そこでは技術は、すべての生産が自動化され、[47]そして（感情に訴える価値をもった所有は別として）金銭や財産は使われない[48]ところの次元まで進歩する。Cultureでの人々は、ひとつの開かれたそして社会的に自由放任な社会において、彼ら各自の利益を遂行するのは自由である。その社会は何人かの注釈者たちによって、共産主義‐ブロック （英: communist-bloc）[49]もしくは無政府主義的‐共産主義(英: anarcho communist)[50]として、描かれてきた。バンクスの親しい友人であり仲間のSF作家のケン・マクラウドは、The Culture がマルクスの共産主義のひとつの実現としてみることができることを言った。がしかし、加えて「どんなに親しくても彼は根本的に左向きだった、イアンは、過去と現在における急進的な政治についてのユートピアの長期的な可能性に関することに少し興味を持った。彼が見たように、重要なことは、技術的な進歩の継続によってユートピアの可能性を開くことであった、とりわけ宇宙開発、そしてとかくするうちに現実の世界での政策と政治が合理的で人道的であることを支えることだった。」[51]
- コリイ・ドクトロウとチャールズ・ストロスのThe Rapture of the Nerds（英語版）　（2012） は、脱希少性社会で起き、そして混乱的（英: disruptive）技術を含む。[41]その題名はSF作家のケン・マクラウドによって造語された、技術的特異点 の蔑称である。
- コリイ・ドクトロウWalkaway（英語版） (2017) は、脱希少性の現代的な概念を提示する。3Dプリンティングの出現をもって――そして特に、まさによりよい組み立てのためにこれらを使うことの可能性――そして廃棄物や捨てられた原料を探し出しそして再処理できるような機械をもって、食料、衣服、ならびに住居のような、生活の必須のための正規の社会を主人公たちはもはや必要としない。[52][53]
- ジェイムズ・S・A・コーリイ（英語: James S. A. Corey）『巨獣めざめる』The Expanse（英語版） (2011～2020) は地球での脱希少性社会の形を呼び物とする、しかしながらこのバージョンは脱雇用 （英: postemployment）に近い。地球の大方の人口は基礎（英: basic）に住み、正規の政府は有給であり、政府による家が与えられる、それは、仕事での僅かの労働に限られるものとしての、彼らが持つ唯一の所得である。人々は、彼らがうんざりしていないことを証明するような、そして、より高い教育ならびに活動的な雇用を遂行するのを許されるようになる前に止める、基礎の職務の職場で、ある期間はたらかなくてはならない。

### ディストピア作品
脱希少性社会を描くディストピア小説がわずかにある。人類を廃れさせる脱希少性の社会的優越的物質生活を、小説の中において述べる。ハーバート・ジョージ・ウェルズ『タイム・マシン』のなかでは、時間旅行者が観察するエロイを根拠として、自然界を征服した高等な脱希少の技術を自ら運用した人類の変化を知る。

### 中国語作品
中国古代民間にある衆宝盆（中国語: 聚宝盆）の伝説はすなわち中国古代人民の脱希少技術の志向を反映する。仏教経典中、他化自在天のような諸天の描写中に天部が動くことを思えばすなわち百味飲食、自然盈満 とある。ただしこれらは科学技術をはなれた空想を描いたものである、脱希少社会の描写である。特別に値するひとつは、陶淵明の,<<桃花源記>> のなかで描かれた脱希少性社会ではない社会である、これによれば、桃花源のような状態の人間社会では、食物を摂取するためのわずらわしい農業肉体労働の才能を必要としない。

### 人物
- ジャック・フレスコ （英語: Jacque Fresco）

### 事項
- オープン・アクセス経済（英語: open access economy）
- 技術的理想郷主義（英語: technological utopianism）
- 希少性
- 共産主義社会
- 公共主体型小規模生産（英語: commons-based peer production）
- 時代精神運動（英語: The Zeitgeist Movement）
- 情報社会
- 想像力時代（英語: imagination age）
- 脱資本主義（英語: post-capitalism）
- 知識経済
- 注目情報活用経済
- 貧困の悪循環